# Rachny Lasowe
Rachny Lisowi (ukr. Рахни Лісові, pol. hist. Rachny Lasowe) – wieś na Ukrainie w hromadzie szpikowskiej, rejonu tulczyńskiego, obwodu winnickiego. Do 2020 roku, należały do rejonu szargorodzkiego – zlikwidowanego w wyniku reformy decentralizacyjnej. 
Znajduje tu się stacja kolejowa Rachny, położona na linii Żmerynka – Odessa.

## Historia
W XIX i w początkach XX w. położone były w Rosji, w guberni podolskiej, w powiecie jampolskim. Po I wojnie światowej w granicach Związku Sowieckiego. Od 1991 na niepodległej Ukrainie.

## Dwór
- dwukondygnacyjny pałac wybudowany pod koniec XVIII w. w stylu klasycystycznym przez Krzysztofa Urbanowskiego przetrwał do końca XX w.[4].